# François Élie Roudaire

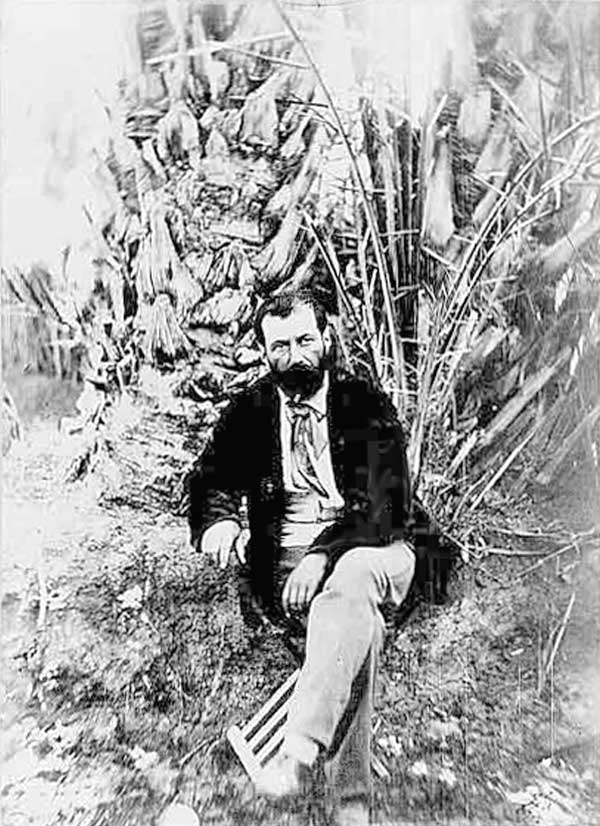
François Élie Roudaire 1879.

François Élie Roudaire, född den 6 augusti 1836 i Guéret, död där den 14 januari 1885, var en fransk ingenjör.
Roudaire var 1873 som stabskapten sysselsatt med geodetiska arbeten omkring Biskra i Algeriet och iakttog då, att saltträsken (schotts) i Sahara ligger under Medelhavets nivå. Han fattade planen att genomspränga det bergiga näs, som skiljer öknen från Medelhavet, och att därigenom till förmån för klimatet skapa ett mindre innanhav i Sahara. Roudaire företog 1874–1879 nya undersökningar, vilka bekräftade utförbarheten av hans djärva plan, men de synnerligen stora svårigheter och omkostnader, som utförandet skulle medföra, reste hinder däremot. Roudaire befordrades 1878 till skvadronschef. Han utgav bland annat Une mer intérieure en Algérie (1874).